# Mozambik az 1988. évi nyári olimpiai játékokon
Mozambik a dél-koreai Szöulban megrendezett 1988. évi nyári olimpiai játékok egyik részt vevő nemzete volt. Az országot az olimpián 3 sportágban 8 sportoló képviselte, akik érmet nem szereztek.

## Atlétika
Férfi
| Versenyző       | Versenyszám | Előfutam | Előfutam | Előfutam | Negyeddöntő | Negyeddöntő | Negyeddöntő | Elődöntő | Elődöntő | Elődöntő | Döntő   | Döntő    |
| Versenyző       | Versenyszám | Idő      | Hely.    | Össz.    | Idő         | Hely.       | Össz.       | Idő      | Hely.    | Össz.    | Idő     | Helyezés |
| --------------- | ----------- | -------- | -------- | -------- | ----------- | ----------- | ----------- | -------- | -------- | -------- | ------- | -------- |
| Jaime Rodrigues | 400 m       | 47,33    | 6.       | 42.      | kiesett     | kiesett     | kiesett     | kiesett  | kiesett  | kiesett  | kiesett | kiesett  |

| Versenyző     | Versenyszám | Selejtező | Selejtező | Döntő    | Döntő    |
| Versenyző     | Versenyszám | Eredmény  | Helyezés  | Eredmény | Helyezés |
| ------------- | ----------- | --------- | --------- | -------- | -------- |
| Paulo Noronha | Hármasugrás | 14,71 m   | 39.       | kiesett  | kiesett  |

Női
| Versenyző    | Versenyszám | Előfutam | Előfutam | Előfutam | Elődöntő | Elődöntő | Elődöntő | Döntő   | Döntő    |
| Versenyző    | Versenyszám | Idő      | Hely.    | Össz.    | Idő      | Hely.    | Össz.    | Idő     | Helyezés |
| ------------ | ----------- | -------- | -------- | -------- | -------- | -------- | -------- | ------- | -------- |
| Maria Mutola | 800 m       | 2:04,36  | 7.       | 22.      | kiesett  | kiesett  | kiesett  | kiesett | kiesett  |

## Ökölvívás
| Versenyző       | Versenyszám | Selejtező             | 32-es főtábla               | Nyolcaddöntő            | Negyeddöntő       | Elődöntő          | Döntő             | Helyezés |
| Versenyző       | Versenyszám | Ellenfél Eredmény     | Ellenfél Eredmény           | Ellenfél Eredmény       | Ellenfél Eredmény | Ellenfél Eredmény | Ellenfél Eredmény | Helyezés |
| --------------- | ----------- | --------------------- | --------------------------- | ----------------------- | ----------------- | ----------------- | ----------------- | -------- |
| Archer Fausto   | Légsúly     | Joe Lawlor (IRL) · KO | kiesett                     | kiesett                 | kiesett           | kiesett           | kiesett           | 33.      |
| Alberto Machaze | Harmatsúly  | erőnyerő              | Mike Deveney (GBR) · 5:0    | Steve Mwema (KEN) · 0:5 | kiesett           | kiesett           | kiesett           | 9.       |
| Lucas Sinoia    | Váltósúly   | erőnyerő              | Javier Martínez (ESP) · 0:5 | kiesett                 | kiesett           | kiesett           | kiesett           | 17.      |

## Úszás
Férfi
| Versenyző       | Versenyszám    | Előfutam | Előfutam | Előfutam | Döntő   | Döntő   | Döntő   | Helyezés |
| Versenyző       | Versenyszám    | Idő      | Hely.    | Össz.    | Típus   | Idő     | Hely.   | Helyezés |
| --------------- | -------------- | -------- | -------- | -------- | ------- | ------- | ------- | -------- |
| Sergio Fafitine | 50 m gyors     | 25,97    | 3.       | 59.      | kiesett | kiesett | kiesett | kiesett  |
| Sergio Fafitine | 100 m gyors    | 57,10    | 3.       | 67.      | kiesett | kiesett | kiesett | kiesett  |
| Sergio Fafitine | 100 m pillangó | 1:01,15  | 2.       | 46.      | kiesett | kiesett | kiesett | kiesett  |

Női
| Versenyző       | Versenyszám | Előfutam | Előfutam | Előfutam | Döntő   | Döntő   | Döntő   | Helyezés |
| Versenyző       | Versenyszám | Idő      | Hely.    | Össz.    | Típus   | Idő     | Hely.   | Helyezés |
| --------------- | ----------- | -------- | -------- | -------- | ------- | ------- | ------- | -------- |
| Carolina Araujo | 50 m gyors  | 29,64    | 1.       | 48.      | kiesett | kiesett | kiesett | kiesett  |
| Carolina Araujo | 100 m gyors | 1:05,11  | 1.       | 53.      | kiesett | kiesett | kiesett | kiesett  |
| Carolina Araujo | 100 m hát   | 1:15,86  | 3.       | 40.      | kiesett | kiesett | kiesett | kiesett  |